# تشارلز ن. فيلتون
تشارلز ن. فيلتون هو سياسي أمريكي، ولد في 1832 في بوفالو في الولايات المتحدة، وتوفي في 13 سبتمبر 1914 في مينلو بارك في الولايات المتحدة. نشط حزبياً في الحزب الجمهوري. وقد انتخب عضو مجلس الشيوخ الأمريكي ‏ عن دائرة California Class 1 senate seat ‏ وقد انضم خلال فترته النيابية ‏ (19 مارس 1891 – 4 مارس 1893) للكتلة البرلمانية الحزب الجمهوري وانتخب عضو مجلس النواب الأمريكي ‏ وانتخب عضو مجلس الشيوخ الأمريكي ‏ عن دائرة كاليفورنيا (19 مارس 1891 – 4 مارس 1893).